# Pidula
Koordinaten: 58° 25′ N, 22° 9′ O
Pidula (deutsch Piddul) ist ein Dorf (estnisch küla) auf der größten estnischen Insel Saaremaa. Es gehört zur Landgemeinde Saaremaa (bis 2017: Landgemeinde Kihelkonna) im Kreis Saare.

## Einwohnerschaft und Lage
Das Dorf hat zwanzig Einwohner (Stand 31. Dezember 2011). Es liegt 35 Kilometer nordwestlich der Inselhauptstadt Kuressaare. Durch den Ort fließt der Bach Pidula oja, der in die nahegelegene Ostsee-Bucht Tagalaht mündet.

## Geschichte und Gut

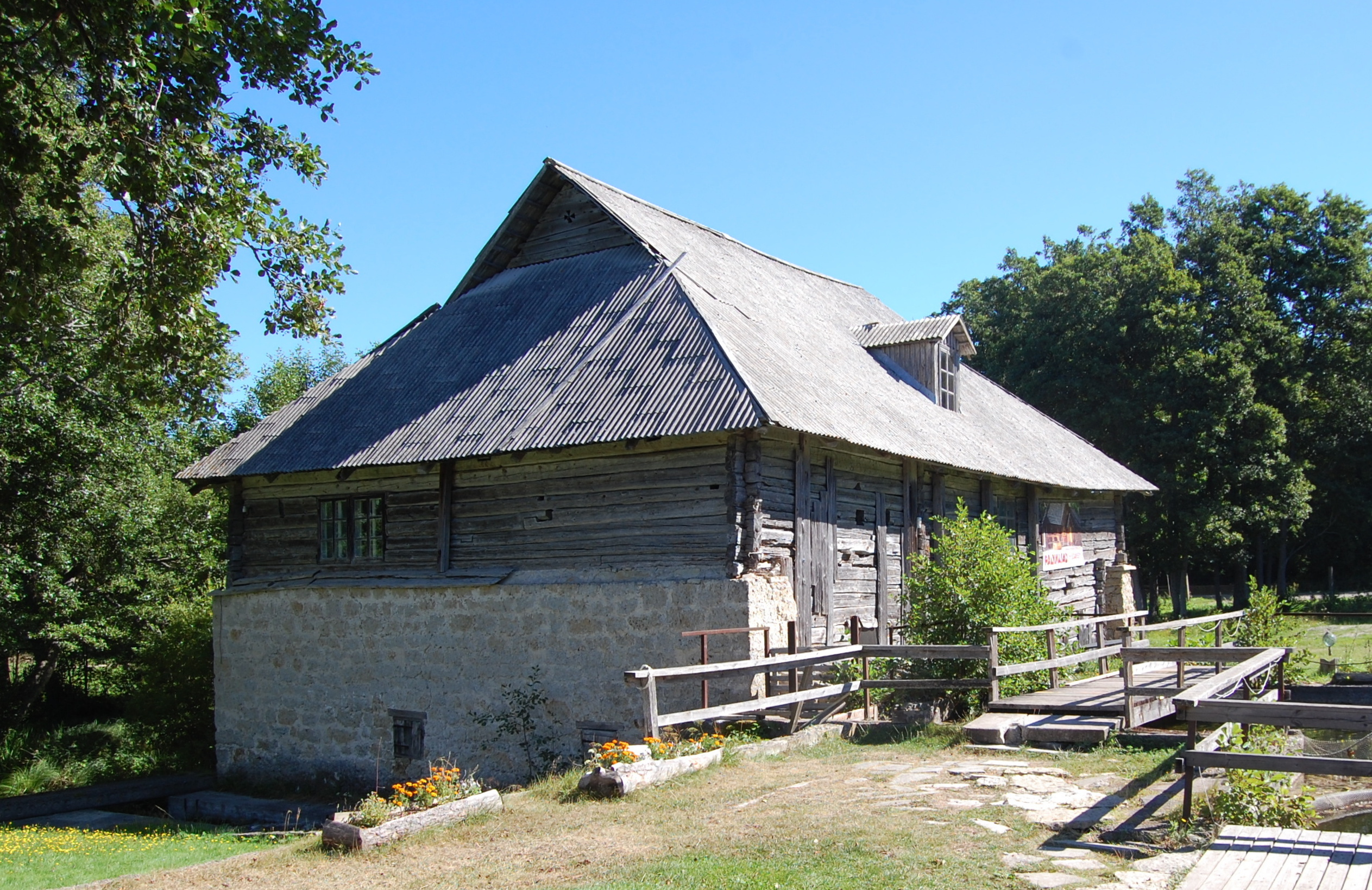
Alte Wassermühle

Wahrscheinlich gab es an dem Ort bereits um 1240 ein (Lepra-) Spital des Deutschen Ordens. Von ihm leitet sich möglicherweise der Name des Dorfes ab.
Im Jahre 1572 verlehnte Herzog Magnus von Holstein das Dorf Pittola. Daraus entstand im 16. Jahrhundert der auf Deutsch Piddul genannte Hof. Er wurde Anfang des 17. Jahrhunderts vergrößert. Von 1603 bis 1787 stand er mit kurzer Unterbrechung im Eigentum der adligen deutschbaltischen Familie Stackelberg. Anschließend gehörte er bis zur Enteignung zum Zuge der estnischen Landreform 1919 der Familie von Toll.
Das eingeschossige Herrenhaus wurde kurz nach dem Nordischer Krieg, wahrscheinlich um 1728, im Stil des Barock auf den Mauern eines früheren Gebäudes errichtet, ebenso der umgebende barocke Park. das Herrenhaus wurde Anfang des 19. Jahrhunderts um einen Anbau sowie einen zweisäuligen Portikus erweitert. Von 1920 bis 1970 war in dem Gebäude die Grundschule von Pidula untergebracht. Anschließend stand es lange Zeit leer. Seit Ende 2012 dient das umfassend renovierte Anwesen als Hotel.
Die heute noch erhaltene zweigeschossige Wassermühle des ehemaligen Guts stammt aus dem Jahr 1809 und ist eine der ältesten der Insel. Der erste Stock ist aus Stein gebaut, der zweite aus Holz.

## Prähistorische Burg

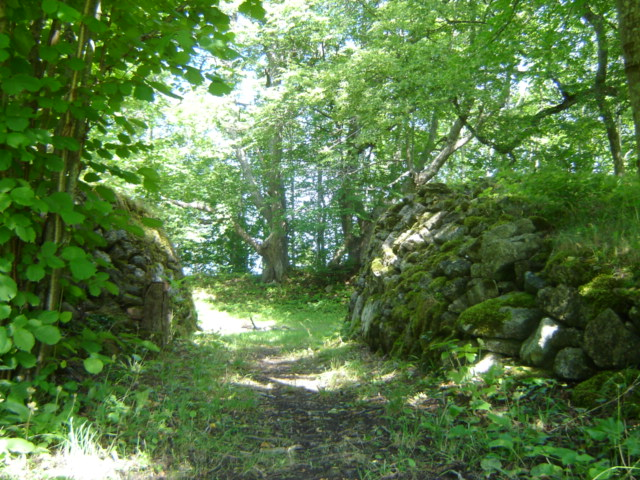
Überreste der prähistorischen Burg von Pidula (Pidula maalinn)

In Pidula wurden auch Reste einer prähistorischen Burg der heidnischen Esten nachgewiesen. Sie stammt vermutlich aus der ersten Hälfte des 1. Jahrtausends nach Christus.

## Persönlichkeiten
Das Gut Pidula ist der Geburtsort des deutschbaltischen Politikers Adam Friedrich von Stackelberg (1703–1763).
Von 1923 bis 1940 stand der Grundschule des Ortes der Chorleiter, Chronist und Schriftsteller Jakob Laul (1899–1942) vor. Laul wurde während der deutschen Besetzung Estlands (1941–1944) im April 1942 von den Nationalsozialisten in Kuressaare hingerichtet.